# Kaszabjbaloghia
Kaszabjbaloghia  (лат.) — род клещей из семейства Uropodidae. Около 5 видов.
Встречаются в Южной Америке и Австралии. Род был назван в честь двух венгерских профессоров зоологии: энтомолога Зольтана Касаба (Zoltan Kaszab) и акаролога Яноша Балога (János Balogh). Микроскопического размера клещи длиной менее 1 мм, обитатели подстилочного слоя. Первоначально род был описан в составе семейства Uropodidae, но в 1979 году тот же автор выделил его в отдельное семейство Kaszabjbaloghiidae Hirschmann, 1979. Однако, позднее это семейство никем не упоминалось, в том числе и самим его автором. В 2010 году было предложено перенести австралийский вид Kaszabjbaloghia hirschmanni в состав рода Hutufeideria (Hutufeideria hirschmanni).
- Kaszabjbaloghia hirschmanni Hiramatsu, 1978[6] — Виктория (Австралия)
- Kaszabjbaloghia kaszabi  Hirschmann, 1973[7] — Эквадор typus
- Kaszabjbaloghia kaszabisimilis  Hirschmann, 1973[7] — Перу
- Kaszabjbaloghia mahunkai  Hirschmann, 1973[7] — Эквадор
- Kaszabjbaloghia mahunkaisimilis  Hirschmann, 1973[7] — Перу
- Kaszabjbaloghia zicsii  Hirschmann, 1973[1] — Бразилия